# Aurelia Gutiérrez-Cueto Blanchard
Pour les articles homonymes, voir Gutiérrez, Cueto et Blanchard.
Aurelia Gutiérrez-Cueto Blanchard, née à Santander en 1877 et assassinée à Valladolid en 1936, est une universitaire espagnole. Elle est la sœur de la peintre cubiste María Blanchard et la cousine germaine de la députée Matilde de la Torre.
Républicaine espagnole, elle est fusillée au début de la guerre d'Espagne par les nationalistes.

## Biographie
Son enfance a été influencée par le monde de la presse. Elle est la fille d'Enrique Gutiérrez Cueto, journaliste et fondateur du quotidien El Atlántico et de Concha Blanchard Santisteban. Son grand-père est Cástor Gutiérrez de la Torre, également journaliste et fondateur d'un journal régional, La Abeja Montañesa. Son père est passionné de peinture, et Aurelia et sa sœur María développent un grand intérêt pour l'art.
Son père meurt en 1904 et toute la famille emménage à Madrid, où Aurelia étudie à l'Escuela Superior del Magisterio.
Elle se marie avec Manuel Barahona avec qui elle a deux filles, Regina Barahona Gutiérrez (1905-1994) et Elena Barahona Gutiérrez (1912-2010).
Après avoir enseigné à l'École Normale de Jaén (1914), puis à Melilla (1925), elle est professeure à l'Université de Grenade, où le programme est très avancé dans le champ de la pédagogie et des pratiques d'enseignement.

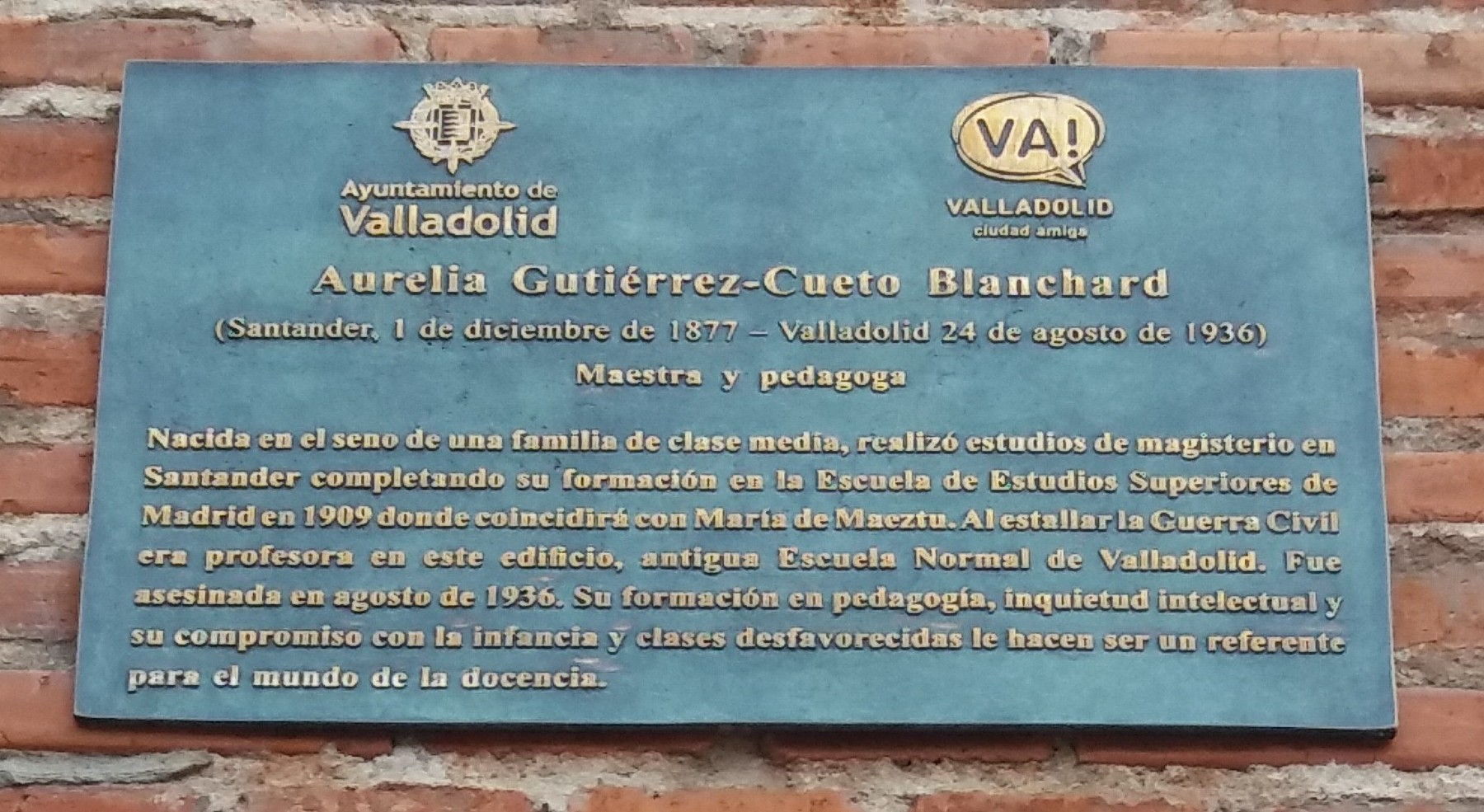
Plaque en l'honneur d'Aurelia Gutiérrez-Cueto Blanchard, collège García Quintana (lieu où elle a été assassinée) par la mairie de Valladolid.

Dotée d'une bourse de la Junta para Ampliación de Estudios e Investigaciones Científicas (liée à l'Institution libre d'enseignement), Aurelia effectue plusieurs séjours à Genève et ses études comparatives de la réglementation britannique pour l'éducation lui permettent de publier, dans les années 1930, des articles sur la réorganisation de l'école primaire. Elle publie également des articles en soutien à la lutte pour les droits des femmes.
Au début de la guerre d'Espagne, Aurelia est en poste à Valladolid comme professeure de pédagogie à l'École Normale. Elle est assassinée durant l'été 1936, et tous ses documents professionnels et personnels, livres, archives et photographies, détruits par les nationalistes.